# 孙洪勋
孙洪勋（1937年—2022年12月31日），男，北京人，中国京剧表演艺术家，一级演员，国家京剧院一团艺术顾问。工武生。